# 오쿠리가나
한자(칸지)
가나
- 히라가나
  - 헨타이가나
- 가타카나
- 만요가나

사용법
- 후리가나
- 오쿠리가나

로마자 표기법(로마지)
- 헵번식
- 훈령식 (ISO)
- 일본식 (전자법)

오쿠리가나(일본어: 送りがな, 送り仮名)는 일본어를 한자와 가나를 섞어써서 표기할 때, 한자로 표기한 와고(일본어: 和語, 倭語), 또는 야마토코토바(일본어: 大和言葉)를 쉽게 읽게 하기 위해 한자 뒤에 덧붙는 가나를 뜻한다. 이는 한 단어 내에서 한자를 쉽게 읽게 하기 위해 붙은 가나에 해당하고, 단어 자체가 가나만으로 이루어진 조사 같은 경우는 오쿠리가나라고 부르지 않는다. 또한, 오쿠리가나는 한자가 훈독으로 읽혔을 때만 사용되며, 음독으로 읽힐 때는 사용되지 않는다.

## 개요
대한민국 및 조선민주주의인민공화국에서는 한자 혼용을 할 때 한자어에 대해서만 한자로 표기하고 나머지는 전부 한글로 표기하나, 일본에서는 일부 와고, 즉 일본의 고유어에도 한자 표기를 한다. 예를 들어 한국에서는 '국가'라는 한자어를 '國家'라고 표기할 수 있고 '나라'라는 고유어는 한글로만 표기 가능하나, 일본에서는 'こっか'라는 한자어를 주로 '国家'라고 표기하지만, '나라'라는 단어에 대응하는 와고인 'くに'도 '国'로 표기하는 경우가 있다. 이렇게 일본에서는 한자로 표기하는 범위가 더 넓어서 한자를 오독할 가능성이 더 높기 때문에 한자 뒤에 가나를 붙여서 한자를 읽는 방법을 유추하게 하여 오독할 가능성을 낮추는 것이다.
아래는 오쿠리가나가 사용된 문장의 예다. 문장을 단어 별로 나누었으며, 밑줄을 친 부분이 오쿠리가나이다. 굵은 부분은 한자가 훈독으로 읽힌 경우이다.
　　　昨日私はお祭りに行きました。
　　　たくさんの人で身動きができないほど
　　　甚だ混雑していました。

## 원칙
1973년 일본 내각 고시(告示)에서 정한 기준을 따른다.
- 용언, 즉 활용이 가능한 단어는 활용어미를 오쿠리가나로 한다.

예) 書く、実る、生きる
- 용언 중에서 형용사와 형용동사에는 다음의 규칙을 적용한다.
  - 형용사에서 종결 어미가 しい면 오쿠리가나가 し에서 시작한다.
예) 惜しい、珍しい、楽しい
  - 형용동사의 어간이 か, やか, らか으로 끝나는 경우에는 각각 か, やか, らか에서 시작한다.
예) 細かだ、静かだ、華やかだ、健やかだ
- 위 규칙은 활용어미 외에 동사의 활용형, 형용사・형용동사의 어근을 포함해도, 명사형 어미나 접사가 붙어도 마찬가지로 적용한다.
- 명사는 오쿠리가나를 붙이지 않는다.
- 부사, 연체사, 접속사는 마지막 음절을 오쿠리가나로 한다.
예) 甚だ、再び、最も
  - 다만, 다른 낱말을 포함하는 경우에는 그 낱말부터 규칙을 적용한다.
예) 従って、例えば
  - 또한, 又는 이 규칙을 적용하지 않는다.
- 복합어는 그 단어를 이루는 각각의 요소를 독립된 단어로 생각하고 그에 맞는 오쿠리가나를 붙인다.
예) 申し込む、裏切る、軽々しい、乗り換え、独り言

### 예외와 허용
- 용언의 오쿠리가나에는 많은 예외가 있다.
예) 大きい、少ない、小さい、明るい、捕まる
- 명사는 원칙적으로 오쿠리가나를 붙이지 않으나, 어느 정도 예외가 있다.
예) 自ら、後ろ、幸せ、二つ、祭り
- 다음과 같은 단어는 용언에서 명사로 변한 꼴이라도 오쿠리가나를 붙이지 않는다.
예) 氷、印、光、恋、富

그 외에, 오독할 가능성이 적은 단어는 오쿠리가나를 일부 생략할 수 있으며, 이를 허용이라고 부른다.
예) 申し込み → 申込み、暮らす → 暮す、終わる → 終る、問い → 問、落書き → 落書
다음과 같이 오쿠리가나를 더 붙일 수 있는 경우도 허용이라고 부른다.
예) 行う → 行なう、断る → 断わる、現れる → 現われる
복합어 중에서 관용상으로 오쿠리가나를 붙이지 않았던 단어 중에는 아예 붙이지 않는 것을 원칙으로 정한 것도 있다.
예) 場合、物語、立場、建物

## 효과
오쿠리가나는 애초에 오독 가능성을 낮추기 위해 만들어진 것이기 때문에, 오쿠리가나를 붙임으로써 훈이 다양한 한자를 문맥을 보지 않고서도 제대로 읽을 수 있고, 또 같은 한자어를 훈독이나 음독으로 구별해 읽어서 뜻을 구별해낼 수도 있다. 예를 들면 한자로만 쓰면 같은 幸, 全이지만, 오쿠리가나를 붙이면 각각 幸せ(행복, 행운)와 幸い(다행, 행복), 全く(완전, 전혀)와 全て(전부, 전체)를 구별하는 것이 가능하다. 또, 禿頭와 禿筆에 오쿠리가나를 붙여서 禿げ頭와 禿び筆로 나타내면 음독으로 읽는 禿頭와 禿筆와도 구별할 수 있고, 동시에 禿이라는 글자를 はげ와 ちび로 읽어 '대머리'라는 뜻과 '키가 작다'라는 뜻을 구별할 수 있다. 다음은 읽는 방법이 매우 많은 예 중 하나인 生을 오쿠리가나를 붙여서 뜻을 구별할 수 있음을 보여주는 표다. (단 生ずる의 ずる는 生가 음독으로 읽혔기 때문에 오쿠리가나가 아니다.)
| 단어                 | 뜻                    |
| -------------------- | --------------------- |
| 生                   | 삶                    |
| 生                   | (가공하지 않은) 생    |
| 生かす               | 살리다                |
| 生きる               | 살다                  |
| 生ける               | 살리다, 꽂다          |
| 生まれる 또는 生れる | 태어나다              |
| 生む                 | 낳다                  |
| 生う 또는 生ふ       | 성장하다 (고어, 古語) |
| 生える               | 나다, 돋다            |
| 生やす               | 자라게 하다, 기르다   |
| 生ずる 또는 生じる   | 생기다                |